# Бергман (фильм)
«Бергман» (швед. Bergman - ett år, ett liv) — документальный фильм режиссёра Яне Магнуссон, вышедший на экраны в 2018 году.

## Сюжет
Фильм повествует о жизни и творчестве великого шведского режиссёра Ингмара Бергмана, делая акцент на событиях 1957 года — самого плодотворного в его жизни. В этом году вышли два его шедевра («Седьмая печать» и «Земляничная поляна»), им были сняты лента «На пороге жизни» и телефильм, поставлены два театральных спектакля и два радиоспектакля. Авторы пытаются добраться до подлинного образа Бергмана, задаваясь вопросом, насколько биография мастера сконструирована им самим и насколько его работы автобиографичны. Помимо архивных записей, в картине используются многочисленные интервью с актёрами и работниками кино и театра, работавшими с Бергманом.

## Награды и номинации
- 2018 — номинация на приз «Золотой глаз» за лучший документальный фильм на Каннском кинофестивале.
- 2018 — номинация на приз Zabaltegi-Tabakalera на кинофестивале в Сан-Себастьяне.
- 2018 — премия Европейской киноакадемии за лучший документальный фильм.